# Liga Muzułmańska
Liga Muzułmańska – ugrupowanie polityczno-religijne założone w 1906 roku jako odpowiedź na powstanie Indyjskiego Kongresu Narodowego (1885 r.) i reprezentujące interesy muzułmanów na terenie całych Indii.
W 1916 r. doszło do jego porozumienia z Kongresem i obie partie ogłosiły w Lucknow konkretny program współdziałania. Partie ponownie poróżniły się w wyniku wyborów do Zgromadzeń Prowincjonalnych z 1937 r., kiedy zwycięski Kongres odmówił stworzenia koalicji z Ligą. Od tego czasu Liga za strategiczny cel swej polityki obrała walkę o oddzielne państwo muzułmańskie – Pakistan – czemu jej przywódca, Jinnah, dał wyraz na łamach prasy w lipcu 1946 r. Walka przybrała formę wojny domowej i objęła swym zasięgiem głównie Kalkutę, okręgi Noakhali i Tippera oraz Kaszmir.